# Allohermenias diffusa
Allohermenias diffusa är en fjärilsart som beskrevs av Bradley 1957. Allohermenias diffusa ingår i släktet Allohermenias och familjen vecklare. Inga underarter finns listade i Catalogue of Life.